# 마에다 도시나리
마에다 도시나리(前田 利為, 1885년(메이지 18년) 6월 5일 ~ 1942년(쇼와 17년) 9월 5일)는 일본의 화족 및 육군 군인이다. 최종 계급은 육군 대장. 옛 가가번주 마에다 종가 제16대 당주(후작).
단순한 군인이 아닌 영국 등 유럽 생활을 경험하고, 외교관·학자·예술가 등과의 교류하며, 폭넓은 교양과 국제적 감각을 갖춘 인물로 평가되며 문화·학문·예술의 후원자이자, 가가 마에다가의 전통을 현대에 계승한 지도자로 여겨진다.